# Medetera scaura
Medetera scaura är en tvåvingeart som beskrevs av Van Duzee 1929. Medetera scaura ingår i släktet Medetera och familjen styltflugor.
Artens utbredningsområde är Guatemala. Inga underarter finns listade i Catalogue of Life.